# Cimetière de la ville d'Engesohde

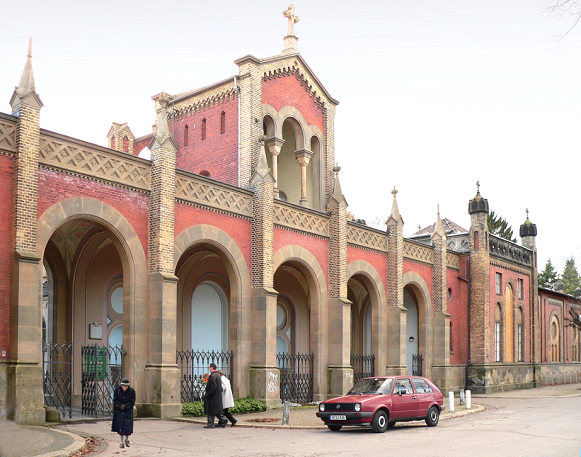
Entrée principale avec guérite

Le cimetière de la ville d'Engesohde est l'un des plus anciens cimetières de Hanovre,. Il est aménagé entre 1861 et 1864 et se trouve aujourd'hui dans le quartier de Südstadt. Le bâtiment d'entrée est le seul nouveau bâtiment de Ludwig Droste (de) qui subsiste. Le cimetière fait 21,7 hectares et compte 52 départements.

## Général
En plus du beau parc d'arbres, le cimetière d'Engesohde se caractérise par ses nombreux monuments funéraires et caveaux conçus de manière artistique . Il y a de nombreuses tombes d'éminents habitants de Hanovre dans le cimetière, dont il ne faut mentionner que celles du dadaïste Kurt Schwitters et des architectes Georg Laves et Dieter Oesterlen (de). Le cimetière est situé à Orli-Wald-Allee 2 (anciennement Alte Döhrener Straße 96), entre Hildesheimer Straße et le Maschsee (de).
Le cimetière est occupé depuis son aménagement et est ouvert à tous les Hanovriens.
Une brochure informative du bureau des parcs de la ville de Hanovre emmène les visiteurs dans une visite de 58 lieux de sépulture sélectionnés à travers le cimetière, qui offre un cours de base sur l'histoire de la ville de Hanovre d'une manière inhabituelle.

## Histoire

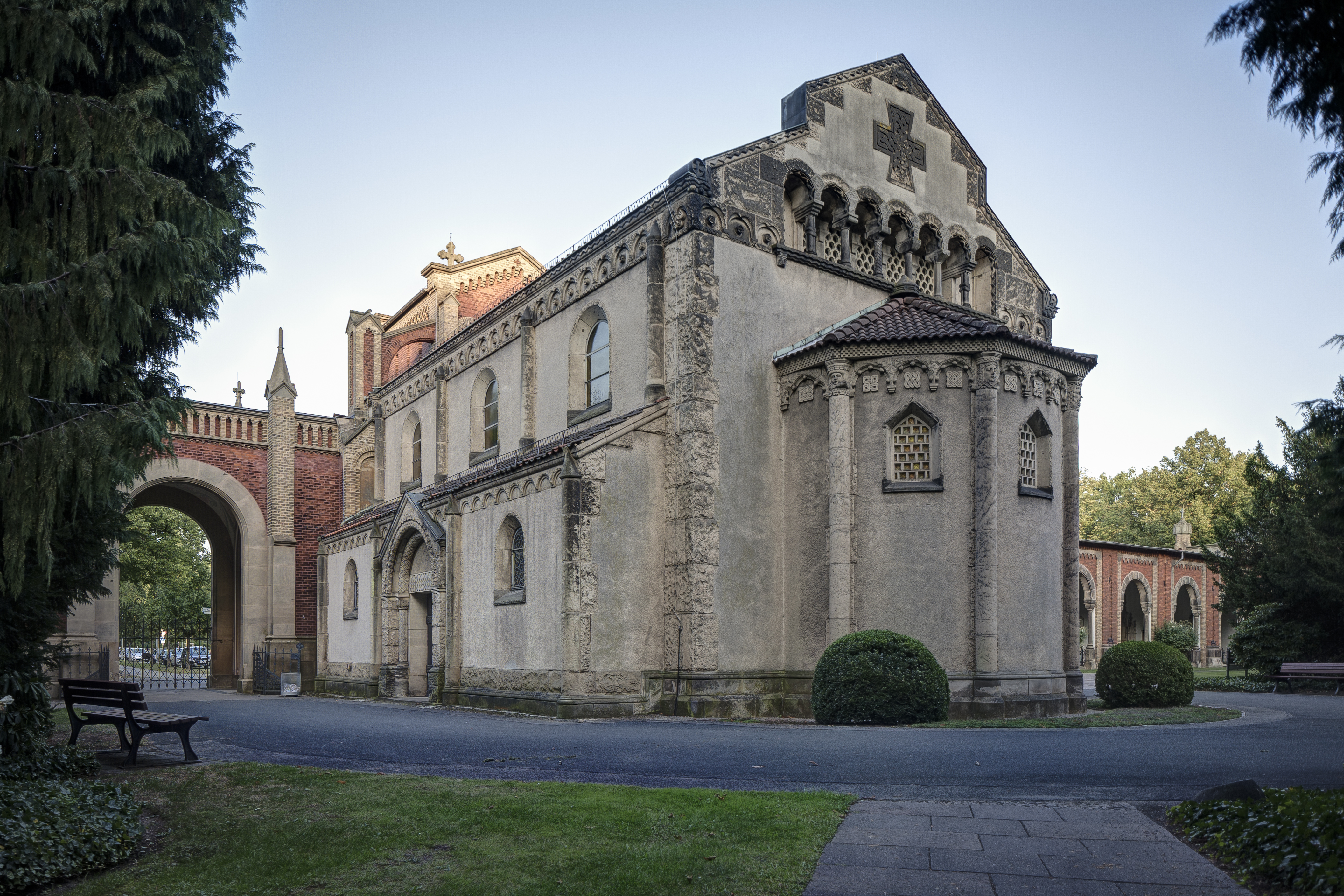
Chapelle d'Oskar Barnstorf à l'arrière de l'entrée principale

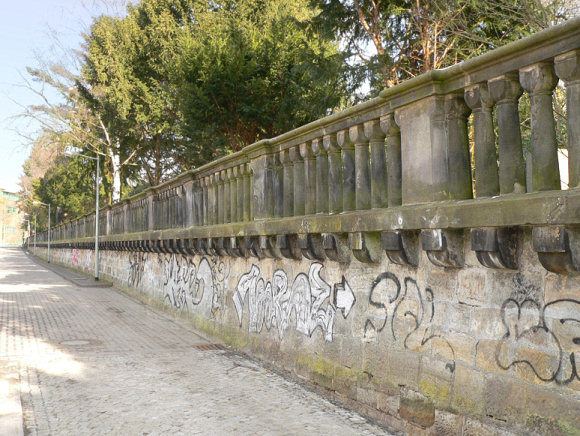
Ancienne balustrade du Schiffgraben, maintenant mur de cimetière

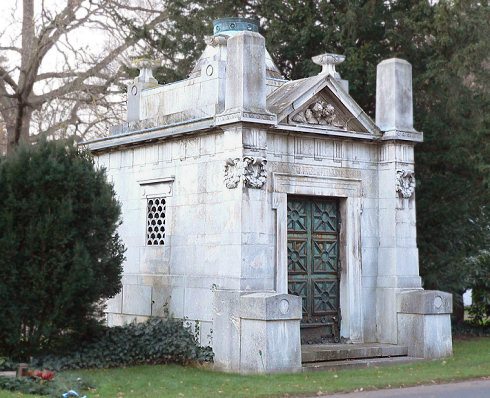
L'une des nombreux caveaux familiales du cimetière

Le cimetière de la ville d'Engesohde est créé en remplacement des anciens cimetières communautaires hanovriens fermés Saint-Nicolas (de), de la Nouvelle Ville (de) et du Jardin (de). La partie la plus ancienne est le tiers nord (aménagé de 1871 à 1880). Le bâtiment d'entrée voûté est conçu par Ludwig Droste (de) en 1873. La chapelle se présente sous sa forme actuelle dans le style néo-roman d'Oskar Barnstorf (de) (1910). Derrière la chapelle, à l'angle du département 20, se trouve l'un des deux "anges Bödeker" en fonte encore existants, conçu par Georg Hurtzig vers 1854 et coulé dans l'"Usine du Roi (de)" à Bad Lauterberg. Les figures d'anges, dont il y avait autrefois 15 dans la ville de Hanovre, remontent au célèbre pasteur hanovrien Hermann Wilhelm Bödeker (de), qui les a utilisées pour les collecter à des fins caritatives. Sa tombe se trouve également au cimetière d'Engesohde. Le bosquet d'urnes est conçu par Albrecht Haupt (de).
Une caractéristique unique : une balustrade en pierre est utilisée comme mur d'enceinte de la partie nord (ancienne) du cimetière. Elle se tienit sur le Schiffgraben (de), une rue actuelle (entre Aegidientorplatz et Emmichplatz (de)) qui est autrefois une voie navigable. Il est construit au Moyen Âge comme un canal de 9 km de long pour transporter la tourbe et le bois de la tourbière d'Altwarmbüchen (de) à travers l'Eilenriede (de) jusqu'à la porte Saint-Égide (de). Quand la voie navigable au milieu du XIXe siècle est comblé, la balustrade alors superflue est arrivée à Engesohde.

## Tombes (sélection)

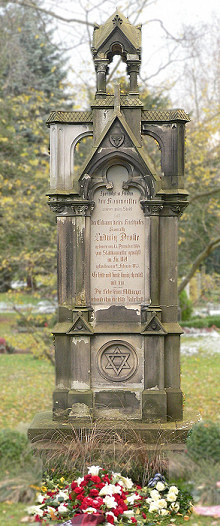
Tombe du constructeur de cimetière Ludwig Droste

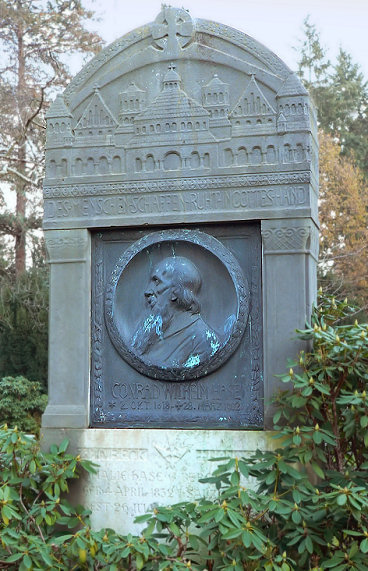
Tombe de Conrad Wilhelm Hase

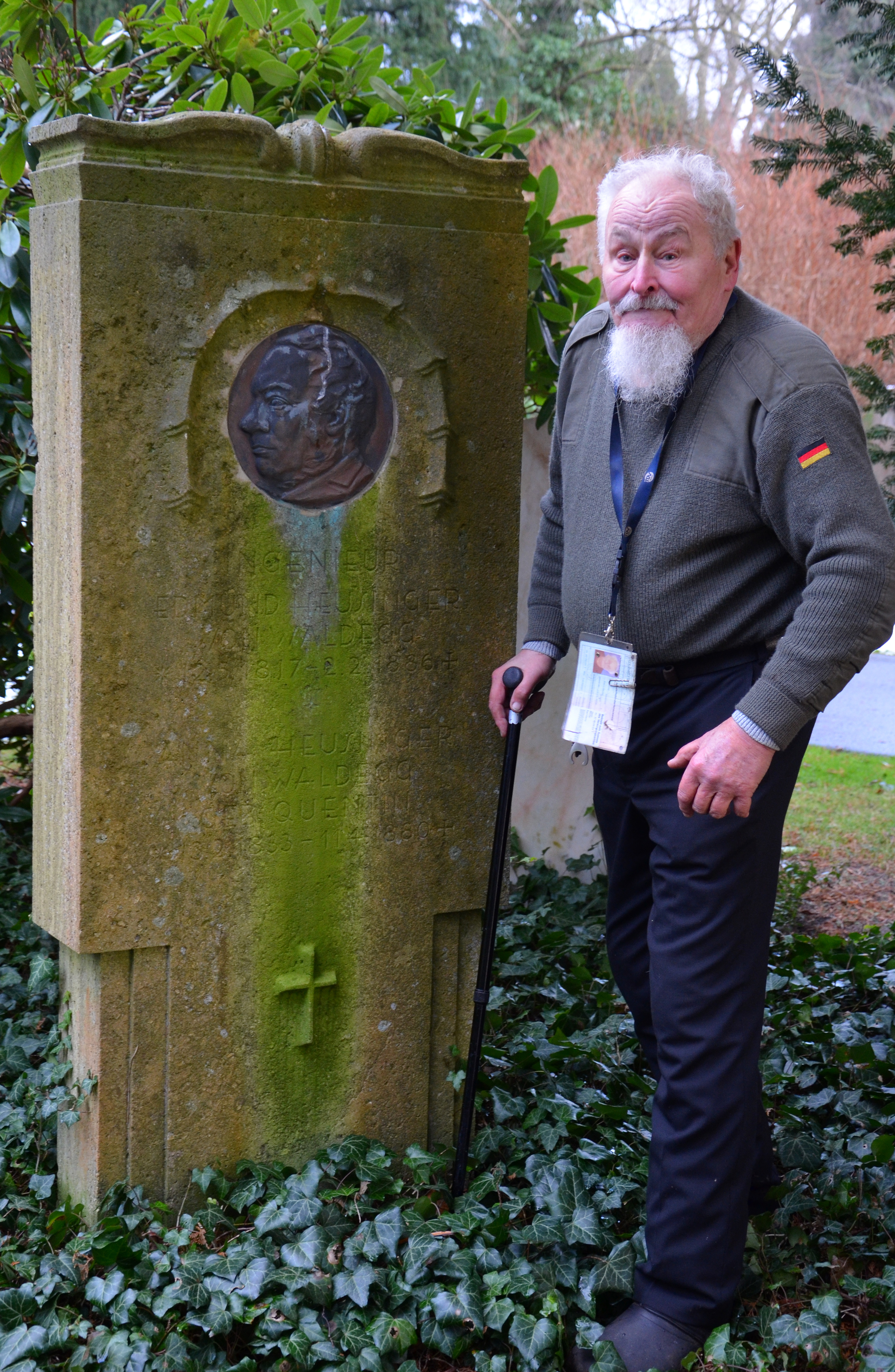
Redécouverte de la tombe d'Edmund Heusinger von Waldegg

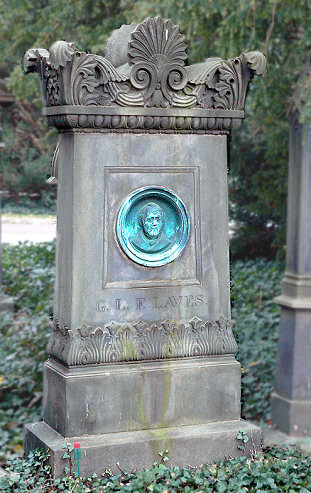
Tombe de Georg Laves

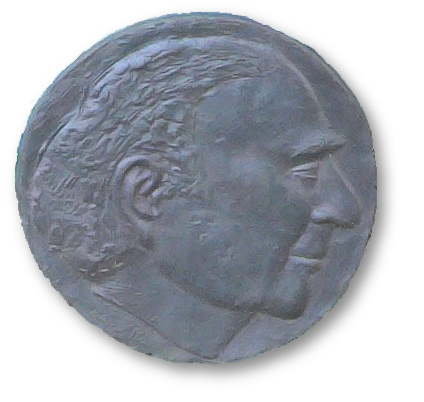
Médaillon funéraire de Dieter Oesterlen

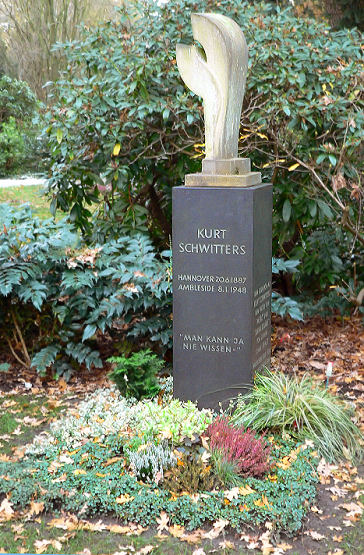
Tombe de Kurt Schwitters

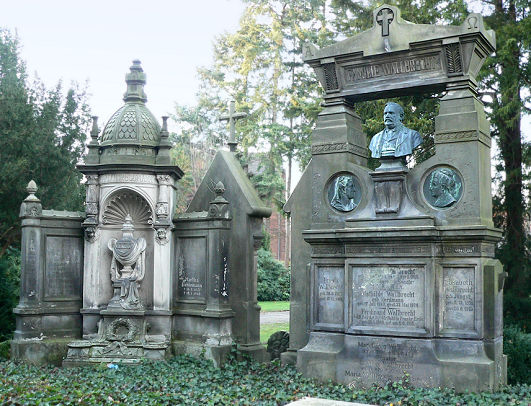
Monument funéraire de Ferdinand Wallbrecht

- Hanns Adrian (de) (1931–2003), conseiller municipal chargé de la construction à Hanovre de 1975 à 1993
- Bernhard Baier (1912–2003), sportif aquatique et fonctionnaire sportif
- Ernst von Bandel (1800–1876), sculpteur, créateur du monument Hermann à Detmold
- Ludwig Barnay (de) (1842–1924), acteur et directeur de théâtre
- Friedrich Eduard Behrens (de) (1836–1920), industriel
- Wilhelm Beuermann (de) (1937–2006), peintre, graphiste et poète
- Wilhelm Blumenberg (de) (1863–1949), pasteur de l'église Saint-Égide
- Hermann Wilhelm Bödeker (de) (1799–1875), pasteur de l'église du marché, bienfaiteur
- Heinrich Friedrich Brehmer (de) (1815–1889), médailleur, graveur de pièces de monnaie et orfèvre
- Walter Bruch (1908–1990), pionnier de la télévision en couleur
- Heinrich Christian Burckhardt (de) (1811–1879), directeur forestier
- Georg von Cölln (de) (1837–1908), entrepreneur, ("ancien mausolée")
- Friedrich Georg Hermann Culemann (de) (1811–1886), entrepreneur, collectionneur d'art et de livres, sénateur
- Karl Dammann (de) (1839–1914), directeur de l'école vétérinaire
- Carl Devrient (de), (1797–1872), acteur
- Ludwig Droste (de) (1814–1875), architecte
- Georg Ebeling (de) (1853–1925), conseiller des mines
- Karl Elkart (de) (1880–1959), architecte, urbaniste
- Otto von Emmich (1848–1915), général
- Roland Engelhard (de) (1868–1951), sculpteur
- Wilhelm Engelhard (1813–1902), sculpteur
- Gustav Fink (de) (1854–1933), maire
- Joseph Gauß (de) (1806–1873), ingénieur en construction métallique, conseiller en chef de la direction des chemins de fer hanovriens, fils aîné du mathématicien Carl Friedrich Gauss
- Michael Gehrke (de) (1943–2004), musicien
- Otto Gleichmann (de) (1887–1963), peintre expressionniste
- Adolf Grimme (1889–1963), premier ministre de la Culture de Basse-Saxe de 1946 à 1948, premier directeur de la NWDR de 1948 à 1956
- Hugo Haase (de) (1857–1933), constructeur de carrousels et de montagnes russes
- Ferdinand Haltenhoff (de) (1836–1891), directeur de la ville
- Conrad Wilhelm Hase (1818–1902), architecte
- Wilhelm Hauschild (de) (1902–1983), photographe
- Bernhard Hausmann (de) (1784–1873), fabricant, collectionneur d'art
- Edmund Heusinger von Waldegg (de) (1817–1886), ingénieur allemand en mécanique et en chemins de fer
- Rudolf Hillebrecht (de) (1910–1999), architecte de la ville de Hanovre
- Werner Holtfort (de) (1920–1992), juriste, homme politique social-démocrate
- Karl Hermann Jacob-Friesen (de) (1886–1960), archéologue, directeur du musée d'État
- Karl Jatho (de) (1873–1933), pionnier de l'aviation
- Karl Karmarsch (1803–1879), technologue
- Friedrich Kaulbach (1822–1903), peintre
- Hermann Kestner (de) (1810–1890), collectionneur d'art, fondateur du musée Kestner
- Heinrich Kirchweger (de) (1809–1899), ingénieur ferroviaire
- Dietrich Kittner (de) (1935–2013), artiste de cabaret
- Konrad Kittner (de) (1962–2006), musicien
- Wilhelm von Knobelsdorff (1825–1908), major général et héraldiste prussien
- Albert Knoevenagel (de) (1825–1907), fabricant de machines
- Heinrich Köhler (de), architecte et professeur d'université
- Edmund Koken (1814–1872), peintre de paysages et de portraits
- Karl Krolow (1915–1999), écrivain
- Karl Lange (de) (1811–1867), entrepreneur et donateur
- Georg Ludwig Friedrich Laves (1788–1864), architecte, urbaniste
- Adolph Leonhardt (de) (1815–1880), juriste, ministre prussien de la Justice
- Georg Lichtenberg (de) (1852–1908), maire de Linden
- Wilhelm Mackensen (de) (1869–1955), architecte
- Arthur Menge (de) (1884–1965), maire
- Gustav Noske (1868–1946), homme politique
- Curd Ochwadt (de) (1923–2012), écrivain, traducteur
- Dieter Oesterlen (de) (1911–1994), architecte
- Carl Peters (1856–1918), homme politique colonial
- Bernhard Pfad (de) (1885–1966), homme politique CDU, premier ministre de l'Intérieur de Basse-Saxe en 1946
- Hermann Rasch (de) (1810–1882), directeur de la ville
- Ludwig Roselius (1874–1943), commerçant, industriel (café HAG), mécène d'art
- Hermann Schaedtler (de) (1857–1931), architecte
- Albrecht Schaeffer (1885–1950), écrivain
- Georg Schnath (de) (1898–1989), archiviste, historien
- Kurt Schwitters (1887–1948), peintre, graphiste, écrivain
- Adolf Tellkampf (de) (1798–1869), mathématicien, directeur d'école
- Heinrich Tramm (1854–1932), directeur de la ville
- Ludwig Vierthaler (de) (1875–1967), sculpteur
- Ferdinand Wallbrecht (de) (1840–1905), architecte, entrepreneur, homme politique national-libéral.
- August Waterbeck (de) (1875–1947), sculpteur
- August Werner (de) (1845–1916), tombe avec un relief d'ange d'Hermann Schaper
- Felix zur Nedden (de) (1916–2013), conseiller municipal et architecte